# Schwarzenburg
Schwarzenburg je obec v kantonu Bern, v okrese Bern-Mittelland. Žije zde přibližně 6 800 obyvatel.
Obec vznikla 1. ledna 2011 sloučením dříve samostatných obcí Albligen a Wahlern.

## Historie

Letecký pohled (1925)

Obec Schwarzenburg vznikla 1. ledna 2011 sloučením dříve samostatných obcí Albligen a Wahlern. Obec je hospodářským centrem oblasti Wahlern od středověku. Jako jediné tržní město v oblasti, ležící na křižovatce mezi Unterlandem a Oberlandem, resp. východem a západem, se Schwarzenburg stal od 16. století regionálním obchodním centrem mezi Fribourgem a Gürbetalem pro dobytek, koně a sýry, a to díky třem výročním trhům uděleným Savojskem v roce 1412. Ve dnech trhů se obyvatelé těšili všeobecnému hostinskému oprávnění. V roce 1696 bylo pro stále častější dobytčí trhy zřízeno tržiště mimo obec, které sloužilo jako trh pro dobytek a stroje až do roku 1990, kdy byly trhy přesunuty zpět do obce.
Dopravní spojení, které od roku 1862 zajišťovala každodenní koňská pošta do Bernu a od roku 1907 železniční trať Bern–Schwarzenburg, vedly k usazování podniků, obchodů a stále více i průmyslu.

## Obyvatelstvo
| Rok            | 1770 | 1950 | 1960 | 2005 |
| Počet obyvatel | 660  | 1519 | 3450 | 3662 |

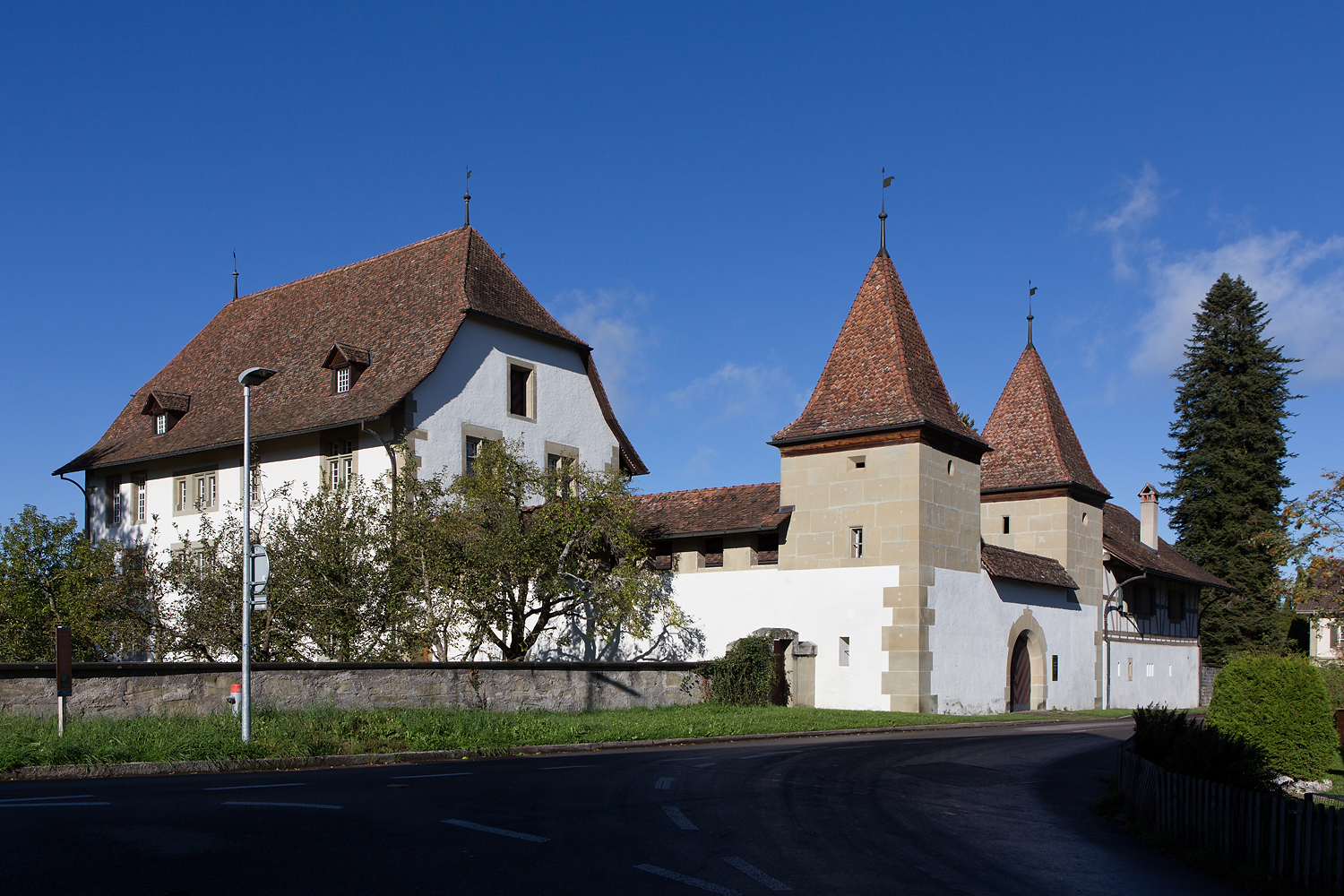
Zámek Schwarzenburg

Většina obyvatel (k roku 2000) hovoří německy (96 %), druhým nejčastějším jazykem je francouzština (0,8 %) a třetím italština (0,4 %).

## Doprava
Schwarzenburg má výhodnější polohu než obec Wahlern, která se nachází výše na severovýchod od Schwarzenburgu.
Schwarzenburg byl od nepaměti také etapou na Svatojakubské cestě z Einsiedelnu do Fribourgu a Romontu. V návaznosti na tuto trasu byla vybudována hlavní silnice č. 183 z Fribourgu přes St. Antoni a Riggisberg do Kirchenthurnen, která se ve Schwarzenburgu setkává s hlavní silnicí č. 232 z Bernu.
Od 1. června 1907 končí ve Schwarzenburgu také železniční trať z Bernu, kterou od roku 2006 provozuje společnost BLS AG a jejíž vlaky jezdí na trase každou půlhodinu jako linka S6 systému příměstských vlakových linek S-Bahn Bern.